# Galeusca – Pueblos de Europa
Galeusca – Pueblos de Europa (pol. Galeusca – Narody Europy) – koalicja wyborcza na czas wyborów do Parlamentu Europejskiego w 2004 obejmująca nacjonalistyczne i autonomistyczne partie polityczne w Hiszpanii.

## Historia
Nazwą koalicja nawiązywała do sojuszu nacjonalistów galisyjskich, katalońskich i baskijskich, jaki miał miejsce w I połowie XX wieku oraz do deklaracji podpisanej 18 lipca 1998 przez PNV, BNG i CiU, w której trzy partie zobowiązały się do współpracy przeciwko antyautonomistycznej polityce I gabinetu Aznara. 
W skład sojuszu weszło pięć ugrupowań z pięciu regionów Hiszpanii: Convergència i Unió (CiU), Partido Nacionalista Vasco (PNV/EAJ), Bloque Nacionalista Galego (BNG), Bloc Nacionalista Valencià (BLOC) y Partit Socialista de Mallorca - Entesa Nacionalista (PSM). Poparcia sojuszowi udzieliła Partido Nacionalista Canario. 
Listę otwierali kolejno Ignasi Guardans (CiU), Josu Ortuondo (PNV), Camilo Nogueira (BNG) i Daniel Ortiz (CiU –Unió).
W wyborach z 13 czerwca 2004 koalicja uzyskała 799 tys. głosów, co przełożyło się na 5,15%. Zajęła trzecie miejsce po PSOE i PP obejmując dwa mandaty w PE. Najwyższe poparcie koalicja odnotowała w Kraju Basków - 35,28%, Katalonii - 17,44% oraz w Galicji - 12,32%. Symboliczne poparcie uzyskała w Walencji - 1,12%, Nawarze -  2,1% i na Balearach -  3,6%. 
Deputowani Josu Ortuondo Larrea i Ignasi Guardans Cambó przystąpili do frakcji ELDR. W drugiej połowie kadencji Ignasiego Guardansa zastąpił Joan Vallve.